# Placas de identificação de veículos em Malta

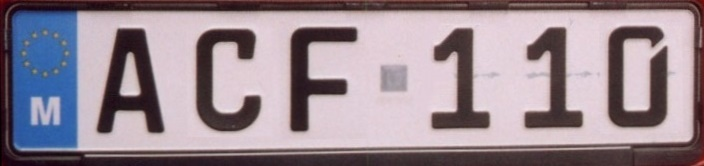
Placa de veículo particular

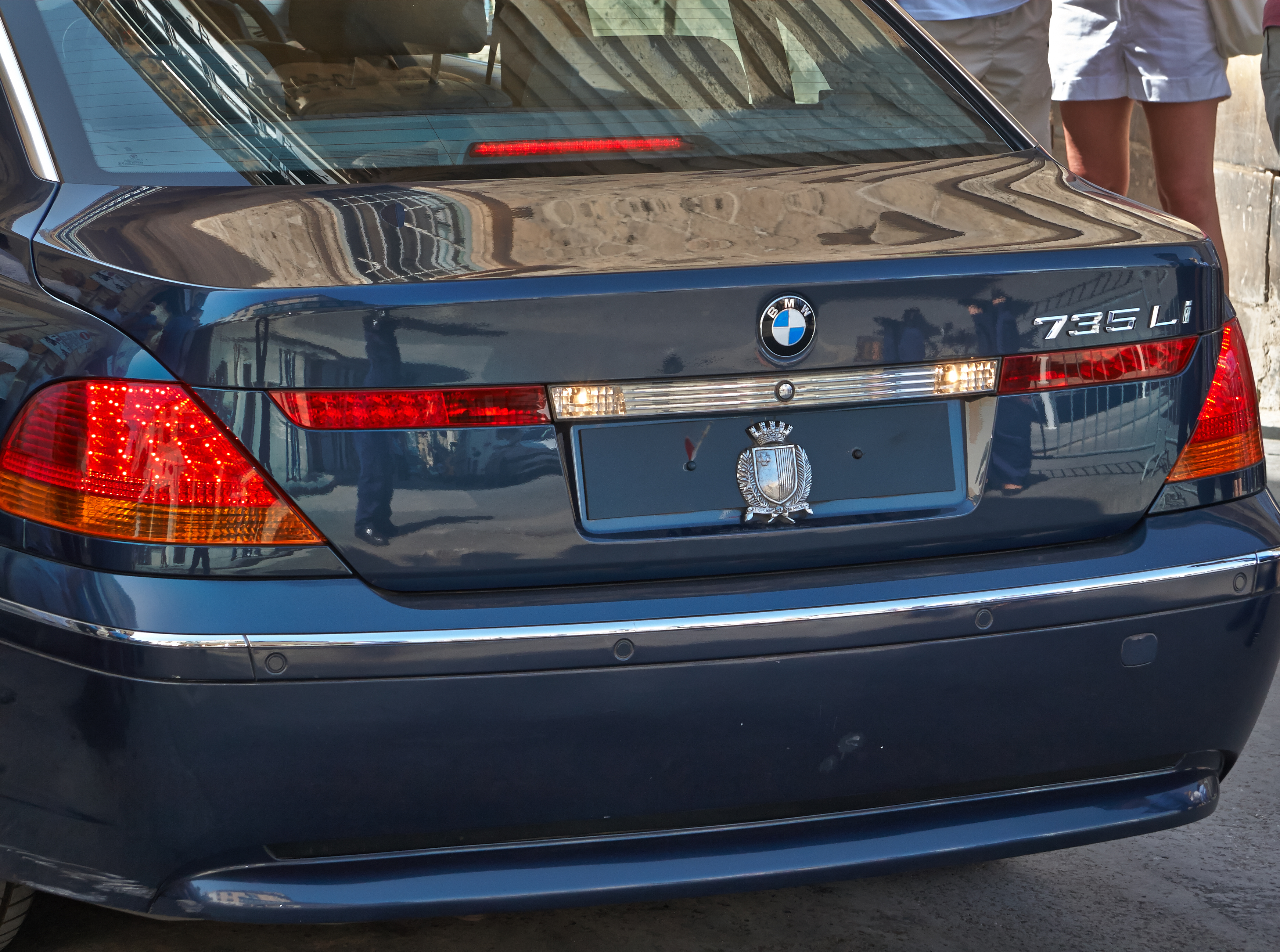
Veículo presidencial, exibindo o brasão de armas de Malta em fundo preto.

As placas de identificação de veículos em Malta são a forma de indicação do registro os veículos motorizados no país insular integrante da União Europeia. Desde 1995, utiliza-se como regra um sistema alfanumérico com três letras e três números, no formato ABC 123. Os caracteres são sempre impressos em preto sobre fundo branco e à esquerda, é possível encontrar uma faixa azul com o símbolo da UE e a letra M (de Malta) embaixo, como indicativo internacional. A fonte tipográfica empregada nas placas maltesas é a FE-Schrift, de origem alemã. 

## Placas especiais

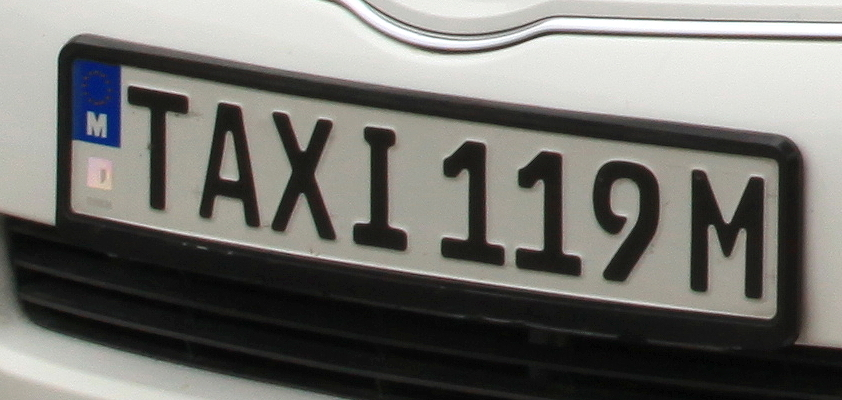
Placa de táxi

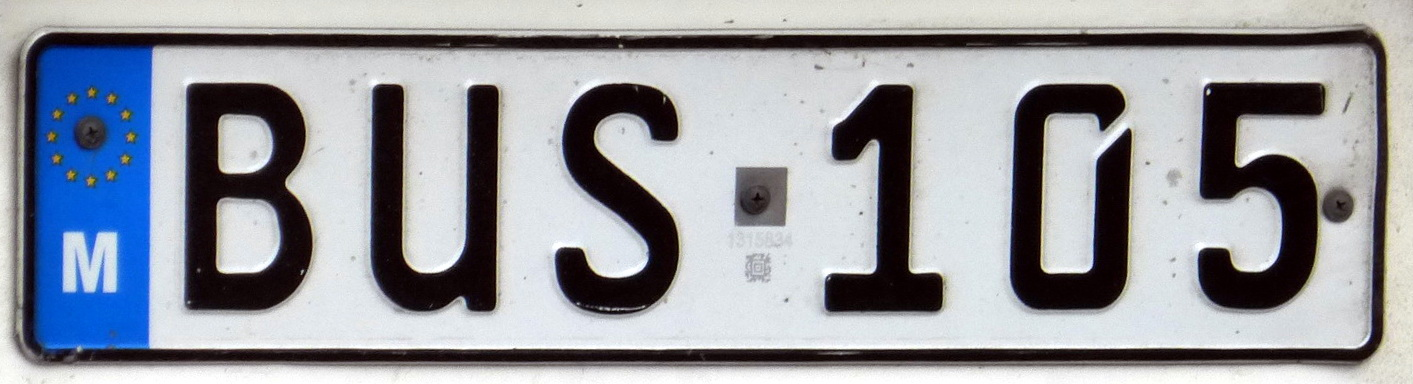
Placa de ônibus da empresa Arriva

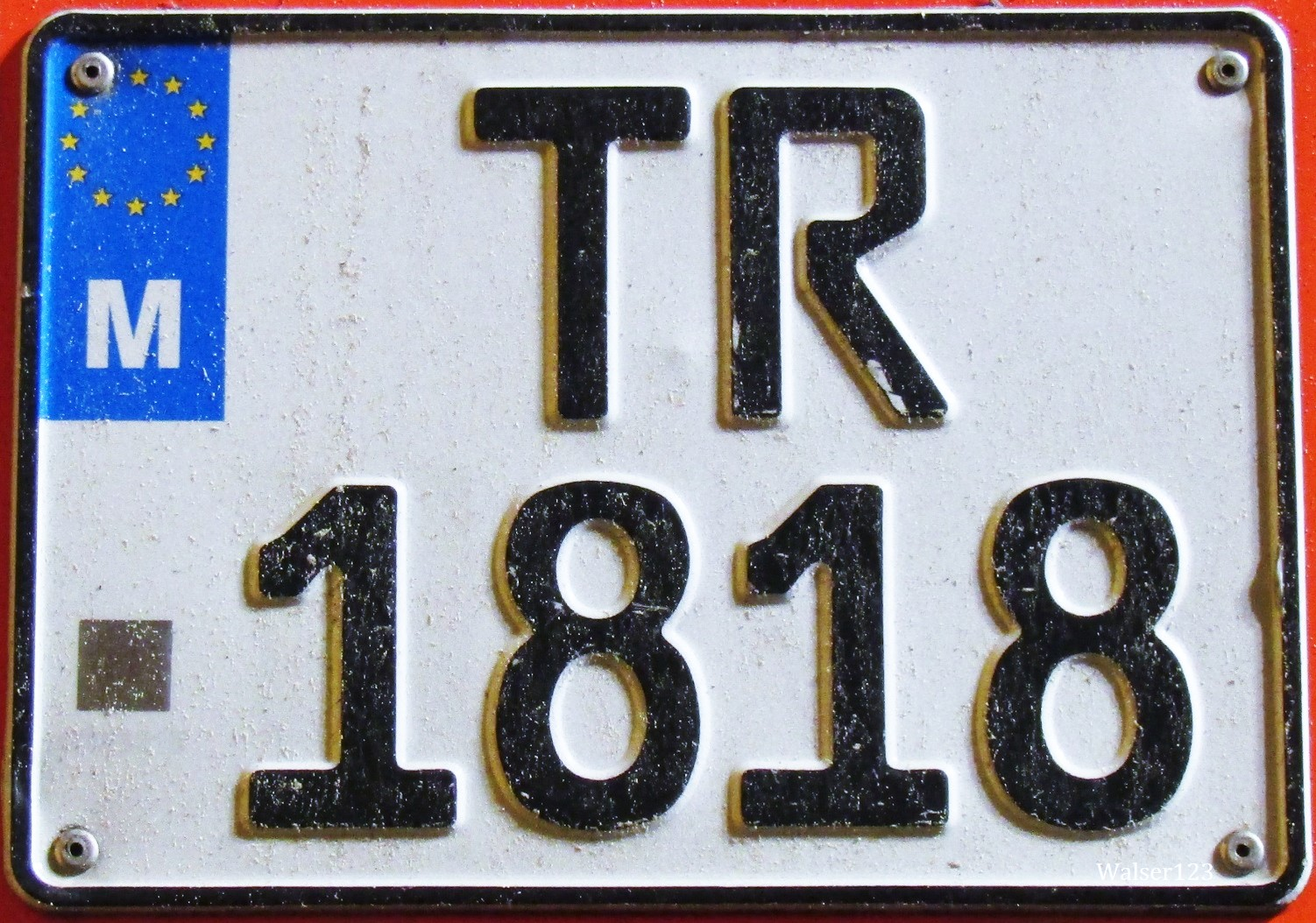
Placa maltesa para reboque

- Aluguel de veículos: todas terminam com K ou QZ (por exemplo, XX K 001);
- A partir de 2017, registros na categoria de veículos antigos (de coleção) têm caracteres prata sobre fundo preto;
- Carros locados: todos terminam com QZ (por exemplo, X QZ 001);
- Táxis: têm a inscrição TAXI e após três números seguidos por uma letra, M ou G (por exemplo, TAXI 001 M para a ilha de Malta ou TAXI 001 G para a ilha de Gozo);
- Ônibus/micro-ônibus: todos terminam com um PY (por exemplo, X PY 001);
- Reboques: todos começam com um TR (por exemplo, TR 1234);
- Os ônibus de Malta (agora substituídos) eram registrados com as combinações DBY, EBY ou FBY (por exemplo, DBY 001, EBY 001 ou FBY 001);
- Os ônibus Arriva são registrados com a combinação BUS (por exemplo, BUS 001)
- Carros isentos de impostos utilizam a combinação TF (por exemplo, TF X 001);
- Veículos dos correios de Malta: são indicados pela inscrição POSTA (por exemplo, POSTA 1);
- Carros de propriedade do governo: todos começam com GV (por exemplo, GV X 001): 
  - Os carros da polícia são registrados com a inscrição GVP  (por exemplo, GVP 001);
  - Os veículos das Forças Armadas de Malta são registrados usando a combinação GVA (por exemplo, GVA 001);
  - Veículos pertencentes ao Departamento de Saúde usam a combinação GVH (por exemplo, GVH 001);
- Os veículos diplomáticos, a serviço das embaixadas, usam CD como suas 2 primeiras letras (por exemplo, CD X 001);
- Os veículos com motorista usados pelos Ministros do Governo maltês usam o formato GM 99 (as letras GM seguidas de dois números; por exemplo, GM 01);
- O Presidente, o Primeiro-Ministro e o Arcebispo estão isentos de placas e utilizam veículos ostentando os emblemas de suas respectivas funções.

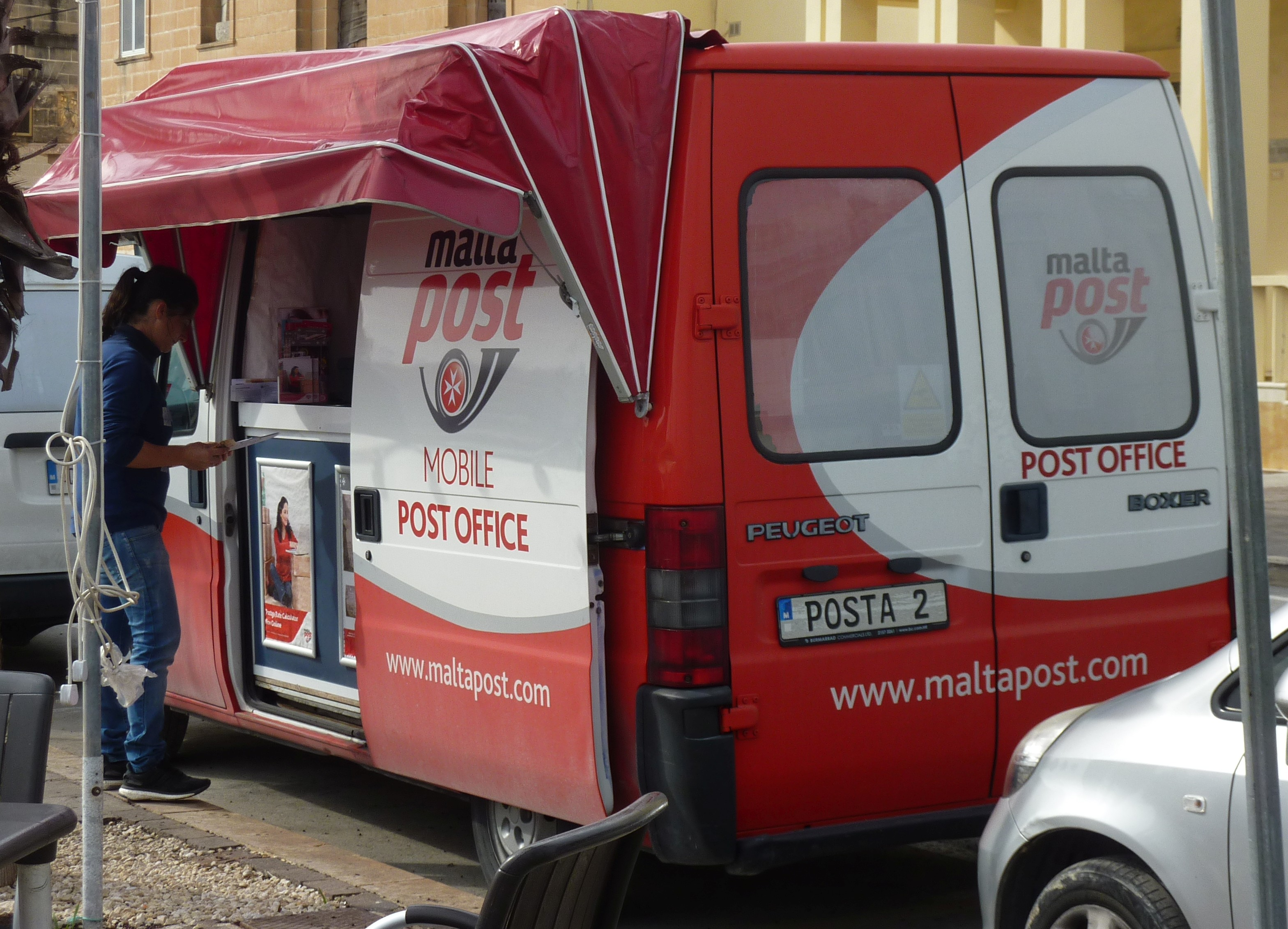
Unidade móvel dos correios

## Veículos particulares

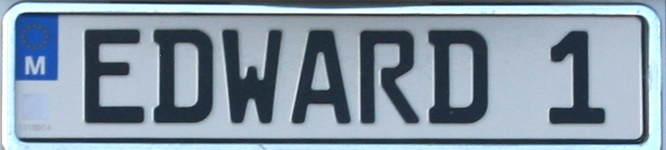
Placa personalizada

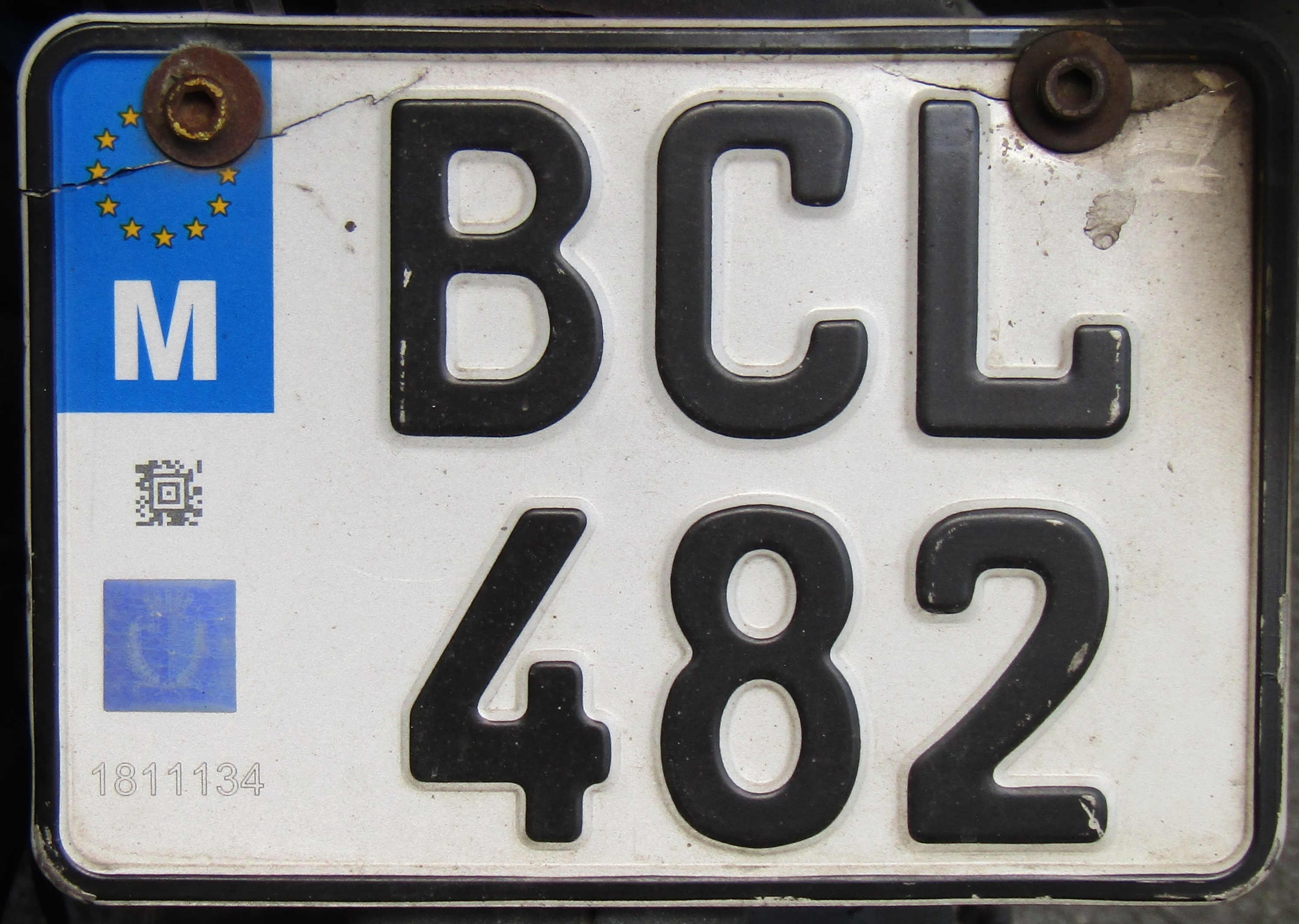
Placa de motocicleta

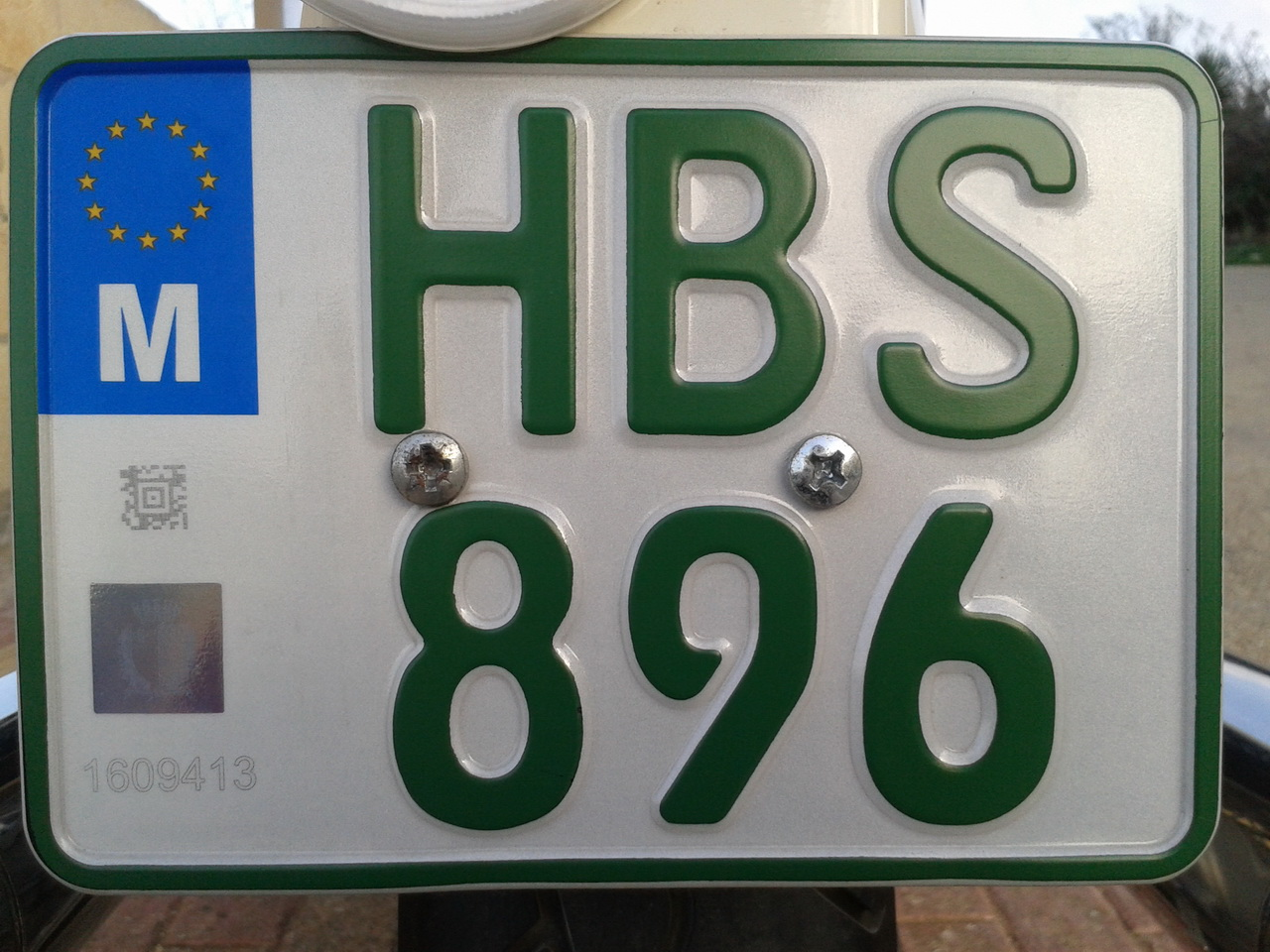
Placa de motocicleta de coleção

Todos os veículos particulares são registrados de forma aleatória: a primeira letra mostra em que mês o imposto sobre veículos deve ser pago para renovação. 
A seguir, uma tabela de letras distribuídas por mês: 
| Mês       |   |   |   |
| --------- | - | - | - |
| Janeiro   | A | M | Y |
| Fevereiro | B | N | Z |
| Março     | C | O |   |
| Abril     | D | P |   |
| Maio      | E | Q |   |
| Junho     | F | R |   |
| Julho     | G | S |   |
| Agosto    | H | T |   |
| Setembro  | I | U |   |
| Outubro   | J | V |   |
| Novembro  | K | W |   |
| Dezembro  | L | X |   |

## História

### Do século XIX à década de 1940
As caleches, um tipo de carruagem de cavalos, tinham que ser registradas em Castellania (atualmente parte de La Valletta) no século XIX e usar placas de matrícula nas cores preto e branco. 
Os veículos motorizados foram introduzidos em Malta durante a Primeira Guerra Mundial em 1914. Estes eram considerados bens exclusivos, que poucas pessoas podiam comprar. As primeiras pessoas a possuir os carros eram os britânicos e a classe mais alta de malteses. Em 1919, a maioria dos britânicos começou a vender seus carros usados para maltês a preços mais acessíveis, mas eram usados principalmente como táxis e para necessidades relacionadas ao trabalho, como o transporte de mercadorias.

### 1952 - 1979

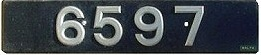
Placa emitida de 1952 a 1979 com caracteres prata em fundo preto

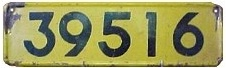
Placa de veículo de aluguel, emitida de 1952 a 1979 com caracteres pretos em fundo amarelo

De 1952 a 1979, todas as placas de Malta usavam formato exclusivamente numérico, com até cinco dígitos. Placas especiais: 
- Aluguel de carros: tinham fundo amarelo;
- Táxis/ônibus: usavam a inscrição TAXI, (por exemplo, TAXI 001) e tinham fundo vermelho;.depois que as combinações numéricas se esgotaram, passou-se a usar uma combinação alfanumérica com uma letra e dois dígitos (por exemplo, TAXI A01).
- Carros, ciclomotores e motocicletas de propriedade privada: apenas dígitos e com fundo preto.
- Carros diplomáticos e isentos de impostos: todos começaram com CD (por exemplo, CD 1) e tinham fundo preto .

### 1979 - 1995

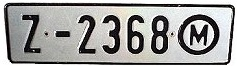
Placa emitida de 1979 a 1995

De 1979 a 1995, todas as placas de Malta usaram o formato alfanumérico com uma letra e quatro números,  formato A-1234, com um hífen entre a letra e o primeiro número. À direita, havia a letra M (para Malta) dentro de um círculo. Embora todos os caracteres fossem pretos, a cor do fundo variava de acordo com o tipo de uso do veículo: 
- Aluguel de carros : usavam a letra X (por exemplo, X-0001) e tinham fundo amarelo.
- Táxis/ônibus/micro-ônibus: usavam a letra Y (por exemplo, Y-0001) e tinham um fundo vermelho.
- Veículos particulares: usavam todas as letras com exceção de  M, Z, X, P e Q) e tinham fundo branco.
- Carros diplomáticos e isentos de impostos: usavam a letra Z (por exemplo, Z-0001) e tinham fundo branco.
- Ciclomotores e motocicletas particulares: usavam as letras P ou Q (por exemplo, P-0001) e tinham fundo branco. Ao contrário do sistema atual, usavam placa na dianteira e na traseira.